# StemWijzer
De StemWijzer is een Nederlandse politieke test ('stemhulp' of 'kieswijzer') van ProDemos. Met deze test kunnen mensen erachter komen welke politieke partij het beste aansluit bij hun voorkeur.
De StemWijzer wordt gebruikt voor bijvoorbeeld waterschapsverkiezingen, Provinciale Statenverkiezingen, gemeenteraadsverkiezingen, Europese verkiezingen en de Tweede Kamerverkiezingen. 

## Geschiedenis
De eerste StemWijzer werd in 1989 gepubliceerd door Stichting Burgerschapskunde, het Nederlands Centrum voor Politieke Vorming, in de vorm van een brochure en een floppydisk. Daarvoor was er al een papieren variant in gebruik voor het vak maatschappijleer op sommige scholen. In Groningen was al eens een stemhulp samengesteld voor de gemeenteraadsverkiezingen.      
Ter gelegenheid van de Tweede Kamerverkiezingen 1989 kwam Paul Lucardie, wetenschappelijk medewerker bij het Documentatiecentrum Nederlandse Politieke Partijen (DNPP) van de RUG, bij SBK met het voorstel een 'stemhulp' te ontwikkelen, zoals hij die drie jaar eerder voor de gemeenteraadsverkiezingen in Groningen gemaakt had, een brochure met uitspraken uit verkiezingsprogramma's aan de hand waarvan met behulp van een puntentabel de politieke voorkeur bepaald kon worden. De samenwerking tussen DNPP en SBK was een extra waarborg voor de onpartijdigheid en de onafhankelijkheid van de test.     
Bij SBK ontfermde projectleider Jochum de Graaf zich over het idee en bedacht de naam 'StemWijzer', waarmee van begin af aan het educatieve doel van de test onderstreept werd. Kiezers zouden, door de test te doen, wijzer moeten worden ten aanzien van de inhoudelijke verschillen en overeenkomsten tussen de partijen. Tegelijkertijd zou de StemWijzer als een soort richtingaanwijzer behulpzaam moeten zijn bij het maken van een partijpolitieke keuze. Voor methodisch advies en de digitale toepassing werd een beroep gedaan op Peter Schuszler, op dat moment verbonden aan faculteit Bestuurskunde van de Universiteit Twente. Paul Lucardie was in die eerste jaren de samensteller/redacteur. Jochum de Graaf was tot aan zijn afscheid bij ProDemos, opvolger van SBK, in 2018, verantwoordelijk voor de verdere ontwikkeling en het enorme succes in binnen- en buitenland.   
In de jaren negentig werd de StemWijzer na iedere verkiezing meer en meer bekend, onder andere door verkopen van de diskette in boekhandels en door samenwerking met dagblad Trouw. De eerste internet-versie kwam in 1998 online, op het Politiek Plein van De Digitale Stad (DDS). Bij de Tweede Kamerverkiezingen van 2002 en 2003 beleefde de StemWijzer zijn grote doorbraak met ruim 2 miljoen gebruikers. De manifestatie van politieke partijen op het internet, de enorme toename van het aantal privé aansluitingen begin deze eeuw, in combinatie met de spannendste verkiezingen van na de oorlog, met de opkomst van Pim Fortuyn, lag ten grondslag aan dit doorslaande succes. 
Vanaf 2002 werd de StemWijzer ook ingezet bij achtereenvolgende gemeenteraadsverkiezingen en Provinciale Statenverkiezingen, doorgaans in opdracht van en in samenwerking met het betreffende bestuursorgaan. De eerste StemWijzer Europa zag bij de EP-verkiezingen van 2004 het licht. 
15 November 2006 werd, geproduceerd door TVBV, door de KRO het live televisieprogramma 'StemWijzer' uitgezonden, met discussie over stellingen tussen de politieke partijen, het invullen van de StemWijzer door een panel bekende Nederlanders en het via een telefoonapplicatie meespelen vanuit de huiskamer. De methode-StemWijzer werd ook ingezet bij de verkiezing van de Grootste Nederlander en het referendum over de Europese Grondwet. Op verzoek van actualiteitenprogramma EenVandaag werd voor de Amerikaanse presidentsverkiezingen van 2008 een StemWijzer USA 2008 ontwikkeld. Met EenVandaag ontstond, tot 2021, een langjarige publicitaire samenwerking.
In 2003 ontving de StemWijzer de Machiavelliprijs voor een uitzonderlijke prestatie op het gebied van de overheidscommunicatie. Ter gelegenheid van vijftien jaar internet werd in 2006 de StemWijzer door NRC.next en NRC Handelsblad opgenomen in een lijst van vijftien sites die het leven in Nederland veranderd hebben.

## Werking
De StemWijzer wordt afgenomen op basis van dertig stellingen. Per stelling kunnen gebruikers aangeven of ze het ‘eens’, ‘oneens’ of ‘geen van beide’ zijn. De stellingen zijn gebaseerd op de standpunten die verschillende partijen, die meedoen aan de verkiezingen, innemen in hun verkiezingsprogramma's. De uitslag laat zien met welke partij de kiezer de meeste overeenkomst heeft.
De StemWijzer vergelijkt de standpunten van alle partijen die meedoen aan verkiezingen, bijvoorbeeld de Tweede Kamerverkiezingen. De bezoeker kan zelf bepalen van welke partijen hij/zij de antwoorden wil zien.
Deze werking is in al de jaren van het bestaan van de StemWijzer in essentie gelijk gebleven. Wel zijn er de nodige discussies gevoerd en verbeteringen aangebracht over:
- welke partijen doen mee in de StemWijzer;
- de formulering van de stellingen;
- de methode waarmee het resultaat berekend wordt;
- aan welke technische eisen moet de tool voldoen;
- de presentatie van het resultaat.

## Digitale StemWijzer
De meer geavanceerde digitale StemWijzer kwam uit ter gelegenheid van de Tweede Kamerverkiezingen van 1994. In 1998 werd de StemWijzer voor de Tweede Kamerverkiezingen niet alleen in groten getale via diskette verspreid, onder meer onder de lezers van het dagblad Trouw, het programma werd ook op de site van het Instituut voor Publiek en Politiek (IPP) gezet. 6.500 Kiezers maakten gebruik van deze eerste internetversie. Sinds die tijd zijn de bezoekersaantallen flink gegroeid. Het IPP is inmiddels opgegaan in ProDemos – Huis voor democratie en rechtsstaat. Ook de StemWijzer is meeverhuisd naar ProDemos.
De StemWijzer is de meest gebruikte internetapplicatie in verkiezingstijd. Bij iedere Tweede Kamerverkiezing vanaf 2002 gingen de gebruikerscijfers omhoog. Bij de Tweede Kamerverkiezingen in 2023 is de StemWijzer 9,1 miljoen keer ingevuld; daarmee werd het record van 2021, 7,8 miljoen keer, ruimschoots gebroken. In 2012 was het gebruik nog ruim 4,85 miljoen keer (4.231.827 via de website en ongeveer 620.000 keer op de app voor mobiele telefoons, die in 2012 voor het eerst beschikbaar was). 

## Privacy
Op 7 maart 2007 werd bekendgemaakt dat het College Bescherming Persoonsgegevens ging onderzoeken of de StemWijzer zich aan de privacywetgeving houdt. Aanleiding was de waarschuwing van deskundigen dat de online kieshulp de politieke voorkeuren van bezoekers zou registreren aan de hand van hun IP-adres. Op 5 mei 2007 maakte de organisatie achter de StemWijzer bekend niet langer de IP-adressen van bezoekers op te slaan.

## Conflict
Met een gerechtelijke uitspraak, een vonnis in kort geding wegens plagiaat tegen het anarchistencollectief Eurodusnie, wordt het Instituut voor Publiek en Politiek  bevestigd in de eigendomsaanspraak op het beeldmerk 'StemWijzer'. 

## StemWijzer internationaal
Na de grote doorbraak in 2002 werd projectleider Jochum de Graaf door de Bundeszentrale für politische Bildung (bpb), zusterorganisatie van SBK-opvolger Instituut voor Publiek en Politiek, uitgenodigd om de methode in gezamenlijk overleg uit te werken voor de Bondsdagverkiezingen van september 2002. Dat resulteerde in de Wahl-O-Mat, die vrijwel gelijk in een enorme behoefte bleek te voorzien, met meer dan drie-en-een-half miljoen gebruikers. Vanaf 2005 is iedere Landstag-verkiezing en ook bij de verkiezingen voor de grote stadsparlementen zoals in Berlijn is een Wahl-O-Mat. Bij de Bondsdagverkiezingen van 2021 werd de Wahl-o-Mat meer dan 21 miljoen keer ingevuld.. 
StemWijzer en Wahl-O-Mat organiseerden op reguliere basis expertmeetings waarin de wederzijdse ervaringen in de verkiezingscampagnes werden gedeeld en mogelijke verbeteringen aan de tool werden bediscussieerd. StemWijzer en Wahl-O-Mat zijn ook de leidende partners in VoteMatch Europe: het netwerk van Europese Voting Advice Applications, VAA's.
De methode StemWijzer is ook gebruikt in Aruba, Bosnië en Herzegovina, Bulgarije, Chili, Colombia, Duitsland, Ecuador, Frankrijk, Georgië, Ghana, Japan, Libië, Marokko, Mexico, Mongolië, Peru, Suriname, Tunesië, Turkije, Verenigd Koninkrijk en Zwitserland.